# Iglesia de Santa María (Igualada)
La basílica de Santa María de Igualada, conocida también como Iglesia Grande, es el conjunto histórico-artístico más importante de Igualada, la capital de la comarca de Noya. Los primeros pobladores de Igualada se establecieron, alrededor del año 1000, en el área en el que se encuentra la actual basílica, situada en el cruce de caminos que unían Barcelona con Aragón y la Cataluña nueva con la Cataluña vieja. Aunque los orígenes de la iglesia de Santa María se remontan al siglo XI, el edificio actual data, básicamente, del siglo XVII. Convertida en mercado durante la Guerra civil española, la iglesia de Santa María fue restaurada posteriormente, bajo la dirección del arquitecto César Martinell. En 1949, Santa María obtuvo, de Pío XII el título de basílica menor. Durante los años ochenta se llevó a cabo la última reforma, y se inauguró en 1990. Los elementos que configuran la iglesia son el resultado de las diferentes etapas de construcción y, por tanto, responden a diversos estilos arquitectónicos.

## Arquitectura

### Cuerpo central
La planta de Santa María es de una sola nave. Tiene una estructura propia del Renacimiento catalán, que se caracteriza por la austeridad formal. Una muestra puede serlo el tratamiento estético de la fachada en la que sólo destaca un rosetón, así como las paredes laterales, cuya uniformidad sólo se rompe por los ventanales y contrafuertes que están rematados con unas gárgolas (de formas de animales y humanas) que dan al exterior. La techumbre de la nave fue resuelta por medio de una fórmula propia del gótico: la bóveda de crucero. Los arcos del techo forman un esqueleto de nervios que confluyen en diferentes elementos esféricos, las llaves, en las que se han esculpido diversas figuras de santos. Los arcos de la bóveda descansan sobre pilares de estética italianizante, rematadas por una galería de arcadas, llamada triforio, y una cornisa. Un ábside de planta cuadrangular cierra el extremo de la nave. Este espacio, en el que se halla situado el altar mayor, está cubierto por una bóveda en forma de estrella, en la que las llaves representan a la Madre de Dios, en el centro, y los evangelistas a los lados.
La nave central está flanqueada, en ambos lados, por doce capillas. Pese al estilo barroco de las mismas, la decoración de algunas de estas capillas es relativamente reciente, ya que se hicieron después de la guerra civil, sufragándose con las aportaciones de los gremios locales. Un ejemplo de estos altares se halla en el altar de San Antonio Abad (patrón de los trajinantes), en el de San Isidro (patrón de los agricultores), San Antonio de Padua (patrón de los curtidores), San Cristóbal patrón de los automovilistas) y San Antonio María Claret (patrón de los tejedores). Debajo del campanario, cubierto por un arco ojival, está el altar de la Madre de Dios de los Dolores; esta es una de las partes más antiguas de la iglesia y correspondería a una ampliación de la antigua capilla románica realizada en el siglo XIV.

### Capilla del Santo Cristo
Uno de los elementos diferenciales de Santa María es la capilla del Santo Cristo. La edificación, de estilo barroco, data de principios del siglo XVIII, y ocupaba un anexo de la parte izquierda de la nave, cerca del campanario. Se trata de un edificio de cruz latina. La cúpula semiesférica que lo cubre está sostenida por cuatro pares de pilares. El interior está decorado por una pintura de Francesc Tremulles que representa la Santísima Trinidad y María. En las conchas que hay debajo de la cúpula, esta decoración se completa con las figuras de los evangelistas, pintados por Miquel Llacuna. En el exterior, la cúpula termina con un cimborrio octogonal. En el ábside hay un retablo con la imagen del Santo Cristo de Igualada, que es una reproducción de una talla gótica del siglo XIV que desapareció durante la guerra civil. Dos murales pintados por Camps Dalmases evocan el prodigio de la sudoración sanguinolenta del Santo Cristo de Igualada que, según la tradición, se remonta al año 1590.

### Retablo del altar mayor

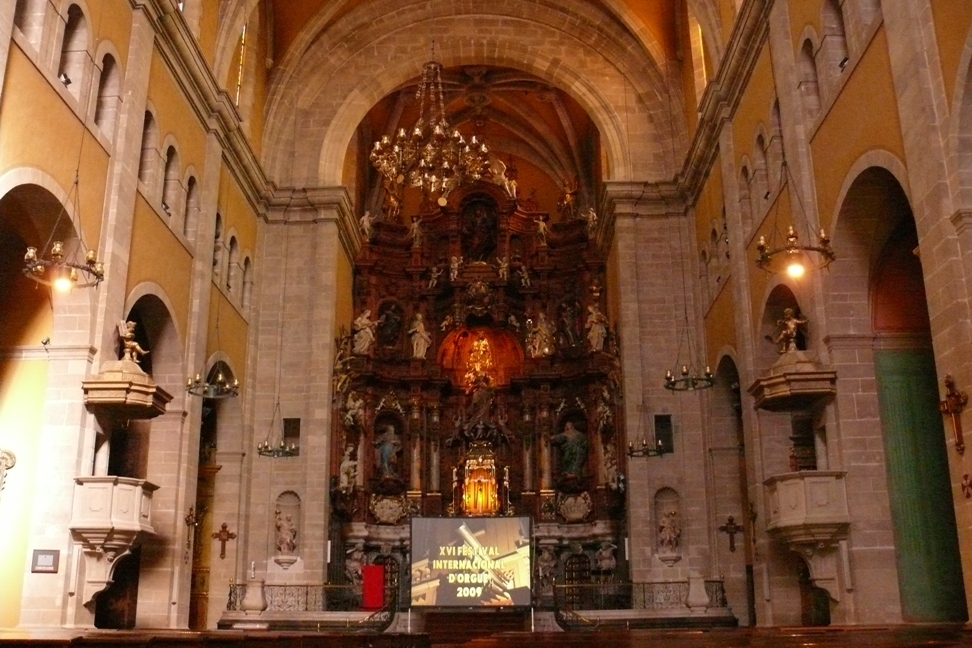
Interior de la Iglesia de Santa María.

Es, junto con la capilla del Santo Cristo, el elemento más representativo de Santa María. A pesar de que su construcción se inició a principios del siglo XVIII, la obra no se terminó hasta finales de la centuria, a causa de la Guerra de sucesión. Este retraso fue la causa de que, el estilo barroco del proyecto inicial, fuera compensado por un cierto clasicismo en la ejecución final. El retablo es obra de Jacint Morató y Josep Sunyer. Durante la guerra civil fue desmontado y parcialmente destruido. Tras la guerra fue reconstruido bajo la dirección de César Martinell. En la última restauración de Santa María, en los años ochenta, se volvió a retocar el retablo. Considerado la primera gran obra del arte catalán realizado después de la guerra de sucesión, el retablo de Santa María consta de tres niveles claramente diferenciados. El centro está presidido por la figura de la Inmaculada Concepción que, llevada por unos ángeles, está situada dentro de una hornacina. A los lados, la virgen está flanqueada por las figuras de sus padres, San Joaquín y Santa Ana, debajo de los cuales hay unos medallones que representan dos pasajes de la vida de la Virgen: el matrimonio y la presentación. La imagen de la virgen está coronada por una paloma que representa al Espíritu Santo, encima del cual hay un medallón con el Padre Eterno. En el segundo piso del retablo destacan las imágenes de San Fausto y San Roque, vinculados al devocionario tradicional de Igualada. Ambas figuras están flanqueadas por cuatro ángeles músicos, propios de la imaginería barroca. Entre ellos, el que toca la guitarra, está considerado como un ejemplar casi único en la iconografía religiosa barroca. En el piso superior, el retablo culmina con la figura de San Bartolomé, patrón de Igualada, el sol y las puertas de Jerusalén. Simbólicamente, todo este conjunto está sostenido, en la parte inferior, por cuatro atlantes de mármol, que representan las diferentes estaciones del año. En las paredes laterales hay dos plafones escultóricos coronados por el escudo de la ciudad, que representan la Epifanía y la Adoración de los pastores.

### Órgano
Está emplazado en el coro de la iglesia, debajo del rosetón de la fachada. Fue construido a mediados del siglo XVIII, por Antoni Boscà. Durante la guerra civil se trasladó al convento de las Escolapias, convertida en sala de conciertos. En 1980 fue restaurado bajo la dirección del maestro organero Gerhard Grenzing. Está considerado como una de los más notables de Cataluña, motivo por el cual, cada año, en la basílica de Santa María se organiza un festival internacional de órgano.

### Campanario

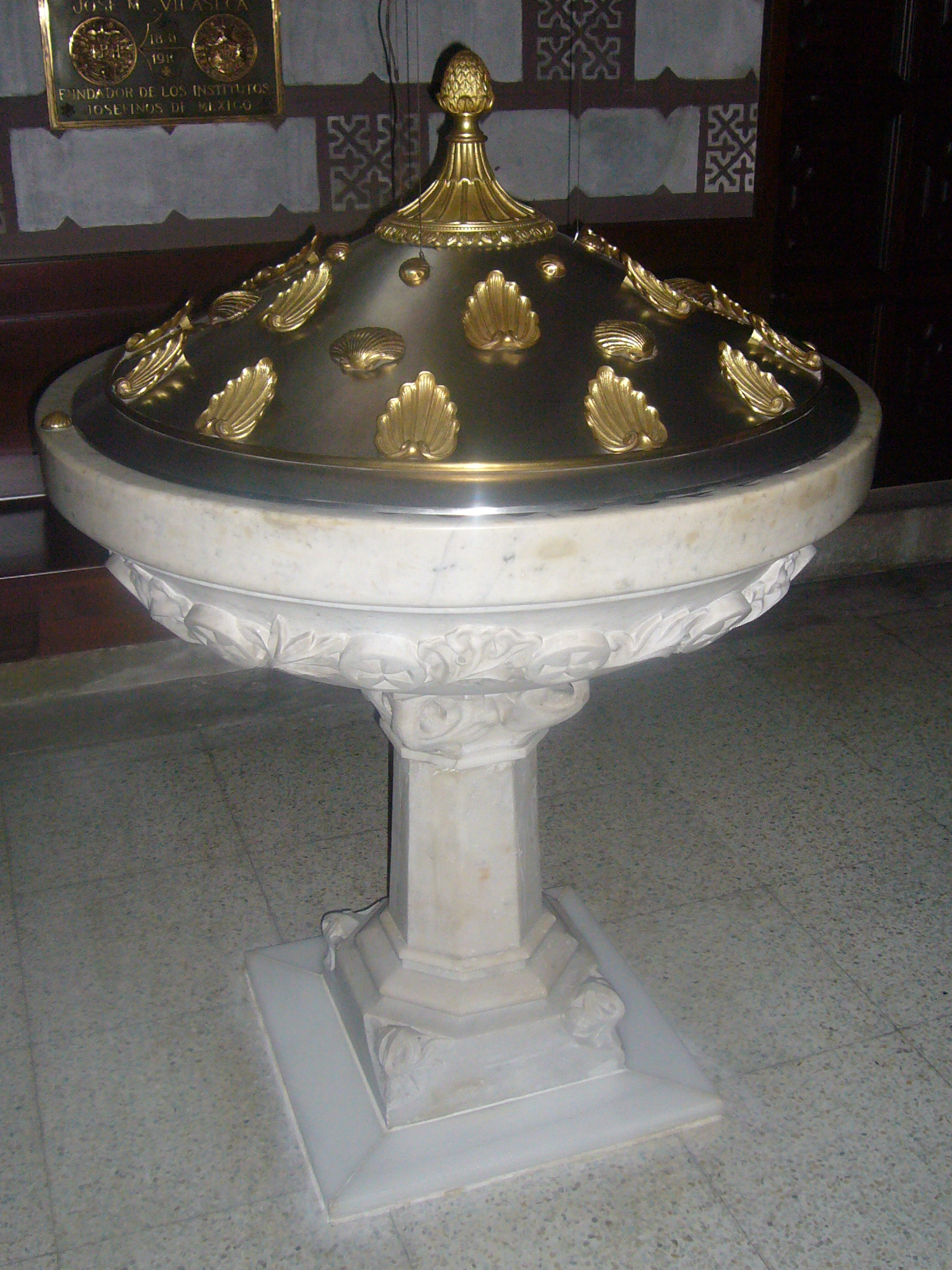
Baptisterio.

Corresponde a la etapa gótica de Santa María y fue construido en el siglo XVI. De estilo austero tiene, como elementos decorativos, los ventanales del cuerpo superior y unas pequeñas ventanas coronadas. Es de sección cuadrangular y tiene un tejado de cuatro vertientes. Tiene siete campanas, seis de las cuales, construidas en Alemania, han sido instaladas recientemente.

### Otros elementos
Entre los atlantes que sostienen el retablo del altar mayor hay dos entradas a las sacristías, encima de cada una figura el escudo de la ciudad. Entrando, a mano derecha, y en la primera capilla lateral, hay un cuadro alegórico de Segimon Ribó, que representa la sudoración sanguinolenta del Santo Cristo de Igualada. El baptisterio, de estilo modernista, es obra de Ignasi Colomer, y se encuentra a la izquierda de la entrada. La cripta, situada debajo del presbiterio, fue construida después de la guerra civil, a partir de un proyecto de César Martinell. En la fachada de la iglesia hay dos placas que conmemoran la participación del somatén igualadino en la batalla del Bruc. La mezcla de elementos que integran Santa María es fruto de las diversas etapas constructivas que se han sucedido y también consecuencia de los avatares históricos. Por todo ello, visitar la basílica es tanto como hacer un recorrido por la historia de Igualada y por la historia del arte.